# Estrecho de Mentawai
El estrecho de Mentawai  (en indonesio: Selat Mentawai) es un estrecho marino de Indonesia que separa la isla de Sumatra del pequeño archipiélago de las islas Mentawai, situadas frente a la costa occidental de la Sumatra. Sus aguas pertenecen al océano Índico y ambas riberas forman parte de la provincia de Sumatra Occidental.
El estrecho tiene unos 450 km de longitud y su anchura varía entre 100 y 150 km. La principal ciudad a orillas del estrecho es la capital de Sumatra Occidental, Padang.
El estrecho está en una importante falla y zona se han localizado en él varios terremotos, siendo los más conocidos los de Sumatra de 1833 y el de Sumatra de 2009.